# Wolfgang Lauenstein
Wolfgang Lauenstein (* 20. März 1962 in Hildesheim) ist ein deutscher Filmemacher.

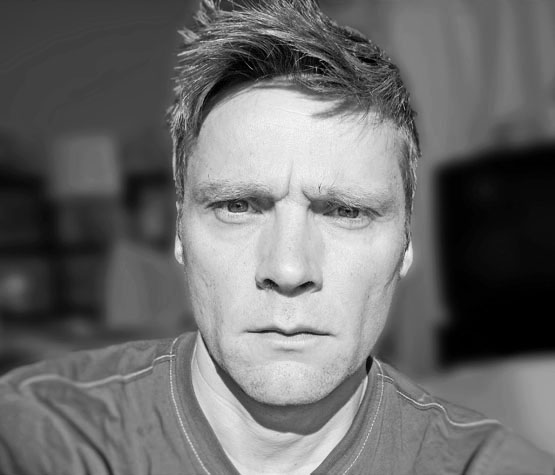
Wolfgang Lauenstein

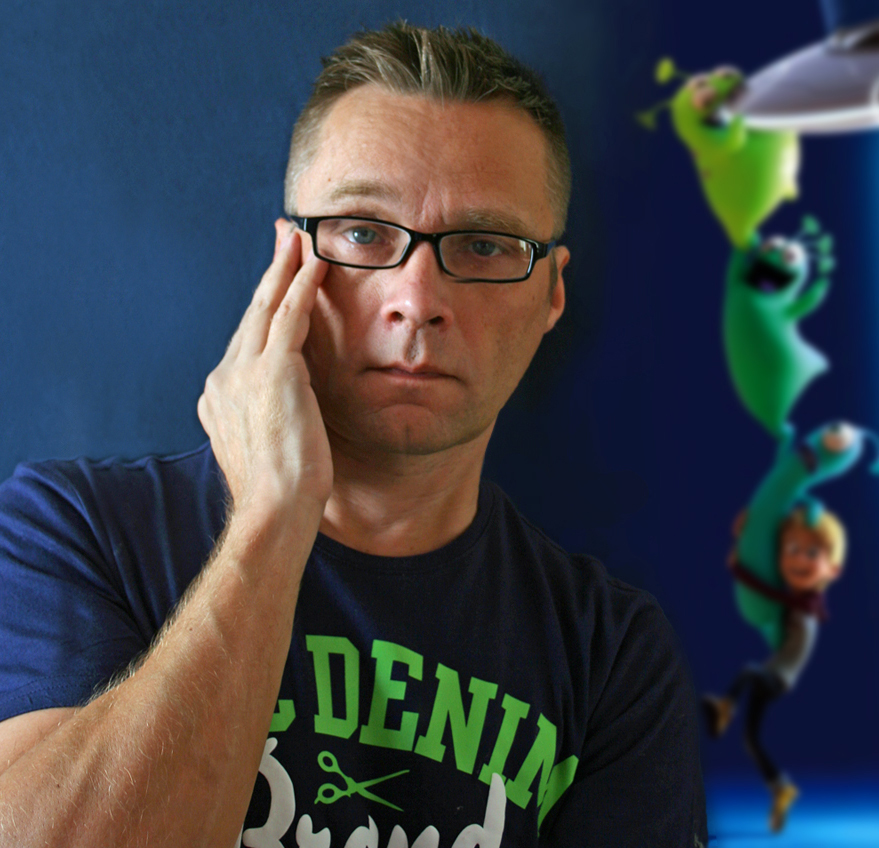
Lauenstein, 2019

## Werdegang
An der Hochschule für bildende Künste Hamburg studierte er Visuelle Kommunikation und Trickfilm u. a. bei Franz Winzentsen.
Im Jahre 1990 erhielten er und sein Zwillingsbruder Christoph Lauenstein für ihren Kurzfilm Balance unter anderem den Oscar für den besten animierten Kurzfilm.
Er lebt und arbeitet in Hamburg. Ab 1990 erstellte er zusammen mit seinem Bruder hauptsächlich Trickfilme für die Werbung sowie Auftragsarbeiten für TV und Kino. Seit 2014 haben die beiden ihren Schwerpunkt verlagert und widmen sich als Autoren und Regisseure der Realisierung eigener Kinofilmprojekte.